# Karel Kašpar Reitenberger
Karel Kašpar Reitenberger OPraem (29. prosince 1779, Úterý – 21. března 1860, Innsbruck) byl v letech 1812–1827 opatem premonstrátského kláštera v Teplé. Patří k osobnostem, které se významně zasloužily o vznik a rozvoj Mariánských Lázní.

## Život
Narodil se jako Kašpar Prokop v pročesky orientované rodině Františka Johanna Josefa Reitenbergera (1750–1809), pekaře, úředníka a starosty města Úterý, a jeho manželky Judity, rozené Lippertové (1758–1817). Měl sedm sourozenců. 

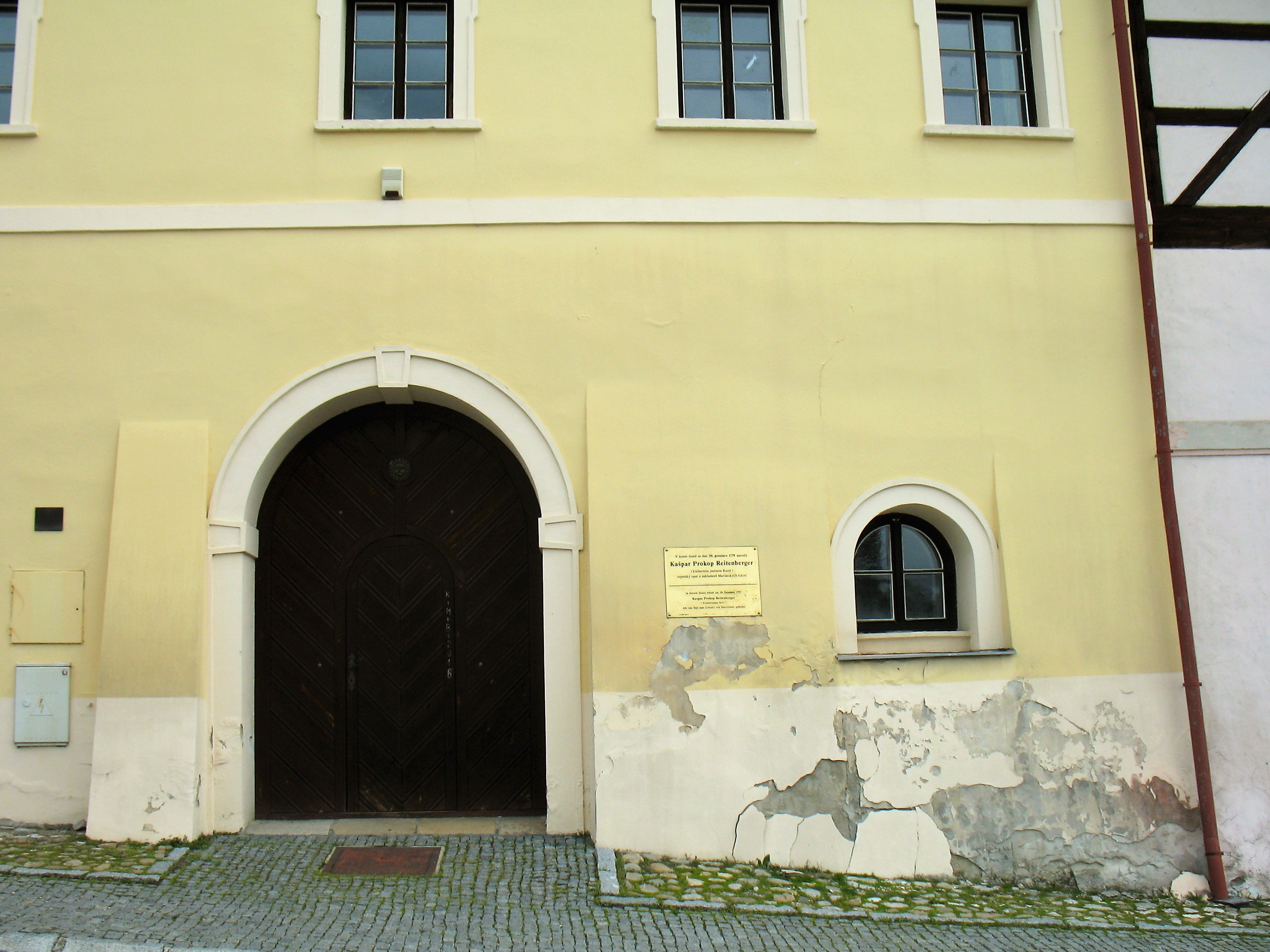
Pamětní deska na rodném domě Kašpara Prokopa Reitenbergera na náměstí v Úterý

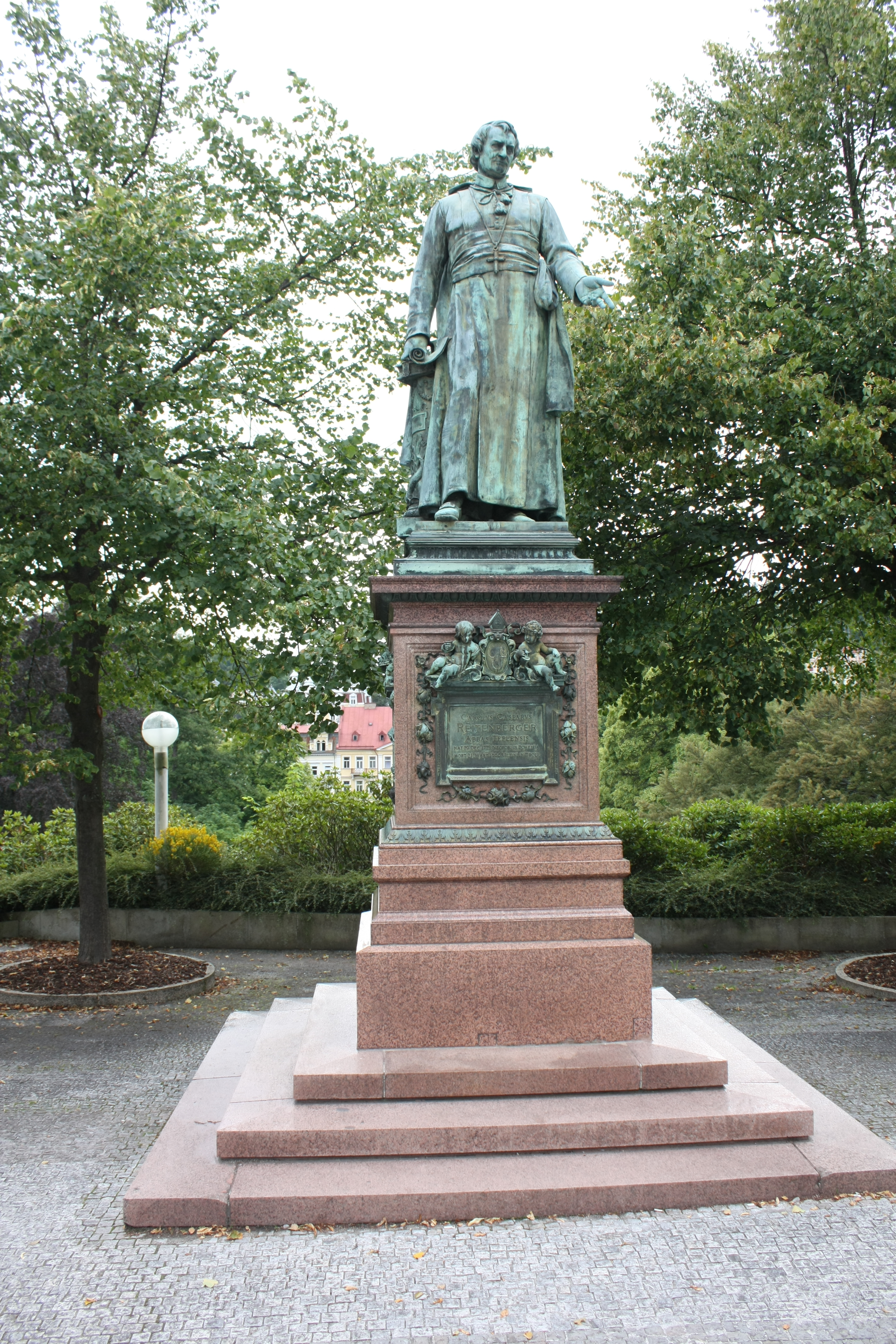
Socha K. K. Reitenbergera v Mariánských Lázních

Vystudoval gymnázium v Praze, nastoupil do premonstrátského kláštera v Teplé, obdržel klášterní jméno Karel, pak vystudoval teologii v Praze a roku 1804 byl vysvěcen na kněze. V roce 1807 byl jmenován sekretářem tepelského opata Chrysostoma Laurentia Pfrognera. Po jeho smrti v roce 1812 byl Karel Prokop Reitenberger ve věku 32 let zvolen tepelským opatem. V roce 1819 se stal prelátem. Zabýval se ekonomickými zájmy kláštera, které řešil nekonvenčně a sebevědomě. Byl stoupencem katolické obnovy, údajně odmítl reformy císaře Josefa II. z roku 1773 a jeho Toleranční patent z roku 1781.

### Založení a rozvoj Mariánských Lázní
K majetku kláštera patřil v té době téměř nepřístupný močálovitý areál se známými minerálními prameny. Reitenberger pověřil klášterního lékaře MUDr.Jana Josefa Nehra (1757-1820) průzkumem mariánskolázeňských pramenů a poté financoval výstavbu nově založeného města.. Velkým nákladem dal vysušit bažinatou půdu v okolí léčivých minerálních pramenů a postavit první lázeňské budovy, nemocnici a kapli Panny Marie, podle které byly lázně pojmenovány Marienquelle. Jeho zásluhou byly Mariánské Lázně prohlášeny 6. listopadu 1818 veřejným lázeňským místem.. V rychlém sledu zde bylo postaveno dalších 46 srubů a přibližně 800 lázeňským hostům byly nabízeny pestré léčebné a odpočinkové programy.
V roce 1821 opat Reitenberger poznal lázeňského hosta Johanna Wolfganga Goetha a pravidelně se s ním setkával při ranní pitné kúře u Křížového pramene. 21. srpna 1821 Goethe na jeho pozvání poprvé navštívil klášter v Teplé a referoval o něm, jak je ohromen kulturním prostředím. Goethe o pramenech napsal pojednání "Popisy minerálních pramenů v Mariánských Lázních". Opat Reitenberger založil a podpořil rozvoj lázeňského města Mariánské Lázně, v krátké době odvodnil území, odstranil kopce, dal vylámat skály, upravit cesty, stavěl promenády, silnice, koupací a ubytovací zařízení v luxusním stylu.

### Sesazení a exil
Na výstavbu a vybavení lázeňského města Mariánské Lázně bylo třeba vynaložit značné finanční výdaje, které zpočátku nepřinesly očekávaný finanční zisk, ani s expedicí pramenité vody v hliněných lahvích. Úspěch nadace však vedl k závisti, zášti a intrikám mezi kanovníky kláštera i mimo něj. Reitenberger byl obviněn ze špatného řízení. Údajná impertinentní opatova poznámka o věku čtvrté, značně mladší manželky císaře Františka I. spolu s pomluvami přispěla k jeho sesazení v roce 1826 a jeho přeložení do premonstrátského opatství ve Wiltenu v Tyrolsku. Tam žil v ústraní a zemřel v roce 1860; byl pohřben ve farním kostele ve Wiltenu. V roce 1879 město Mariánské Lázně jeho zakladatelskou a budovatelskou roli uznalo a postavilo mu u Křížového pramene památník od vídeňského sochaře Karla Kundmanna. V roce 1906 byl tento pomník slavnostně přemístěn do opatství v Teplé.